# Chim thiên đường Goldie
Chim thiên đường Goldie (danh pháp hai phần: Paradisaea decora) là một loài chim thuộc họ Chim thiên đường (Paradisaeidae). Đây là loài bản địa Papua New Guinea.

## Mô tả
Thân dài cm. Đây là loài dị hình giới tính cao. Đây là loài chim lớn, dài khoảng 33 cm, màu nâu ô-liu. Con trống có một bộ lông màu vàng và màu xanh đậm với ngực màu hoa oải hương xám, mống mắt màu vàng và mỏ và miệng, chân có màu xám. Nó được trang trí bằng chùm lông cánh lớn trang trí và hai dây đuôi dài màu đỏ thẫm. Con trống được phân biệt khác Paradisaea bởi bộ lông ngực màu xám oải hương bộ của nó. Con mái không có lông trang trí và có bộ lông màu nâu ô liu với màu nâu vàng ở dưới. Là loài chim đặc hữu của đến Papua New Guinea, chim thiên đường Goldie phân bố trong các khu rừng đồi của đảo Fergusson và đảo Normanby quần đảo D'Entrecasteaux, phía đông quần đảo Papua. Chế độ ăn uống bao gồm chủ yếu là trái cây.
Tên để kỷ niệm nhà sưu tập Scotland Andrew Goldie, người đã phát hiện ra loài chim này vào năm 1882.
Do quá trình mất nơi sống đang diễn ra, phạm vi giới hạn và nạn săn bắt quá mức trong một số khu vực, chim thiên đường Goldie đường được đánh giá như gần bị đe dọa trên sách đỏ IUCN các loài bị đe dọa. Nó được liệt kê trong Phụ lục II của CITES.